# Le Vey

Le Vey este o comună în departamentul Calvados, Franța. În 1 ianuarie 2022 avea o populație de 130 de locuitori.